# Okres Znojmo

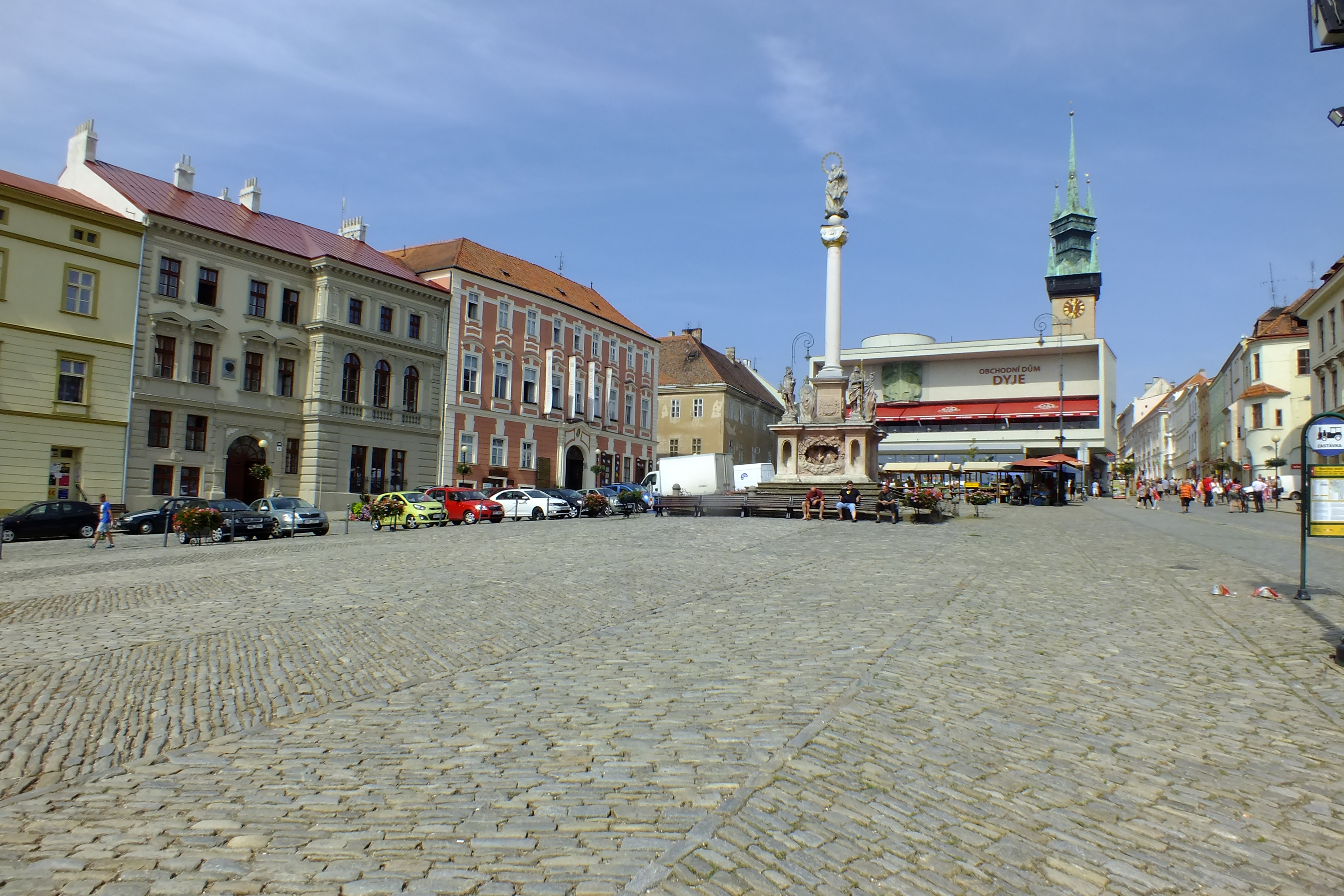
Centrum okresního města

Okres Znojmo je okres v Jihomoravském kraji. Jeho dřívějším sídlem bylo město Znojmo. Území okresu Znojmo se člení do dvou správních obvodů obcí s rozšířenou působností: Moravský Krumlov a Znojmo.
Z jihomoravských okresů sousedí na severovýchodě s okresem Brno-venkov a na východě s okresem Břeclav. Dále pak na severozápadě sousedí s okresem Třebíč Kraje Vysočina a na západě s okresem Jindřichův Hradec Jihočeského kraje. Z jihu je okres vymezen státní hranicí s Rakouskem.
V okrese se nalézá jeden z národních parků, Národní park Podyjí. V okrese se nachází také mnoho významných vinařských obcí, jako například Znojmo, Lechovice, Šatov, Višňové, Hnanice, Miroslav aj. Na území okresu se rozprostírá Znojemská vinařská podoblast se svoji proslulou viniční tratí Šobes.

## Struktura povrchu
K 31. prosinci 2003 měl okres celkovou plochu 1 636,96 km², z toho:
- 69,16 % zemědělských pozemků, které z 91,65 % tvoří orná půda (63,39 % rozlohy okresu)
- 30,84 % ostatní pozemky, z toho 69,68 % lesy (21,49 % rozlohy okresu)

## Demografické údaje
Data k 30. červnu 2005:
| Popis          | Celkem  | Ženy           | Muži           |
| -------------- | ------- | -------------- | -------------- |
| počet obyvatel | 114 286 | 58 146 50,88 % | 56 140 49,12 % |
| průměrný věk   | 38,9    | 40,4           | 37,3           |

- hustota zalidnění: 70 ob./km²
- 41,67 % obyvatel žije ve městech

### Zaměstnanost
(2003)
| Počet obyvatel se stálým zaměstnáním | 19 357    |
| Průměrný plat                        | 13 394 Kč |
| Nezaměstnaných                       | 7 903     |
| Míra nezaměstnanosti                 | 13,7 %    |

### Školství
(2003)
| Druh školy                     | Počet škol |
| ------------------------------ | ---------- |
| Mateřské školy                 | 84         |
| Základní školy                 | 66         |
| Gymnázia                       | 3          |
| Střední školy průmyslové školy | 8          |
| Střední odborná učiliště       | 4          |
| Vyšší odborné školy            | 1          |

### Zdravotnictví
(2003)
| Lékaři                          | 323 |
| Nemocnice                       | 2   |
| Specializovaná léčebná zařízení | -   |
| Zubní lékaři                    | 53  |
| Lékárny                         | 13  |

### Zdroj
- Český statistický úřad

## Silniční doprava
Okresem prochází silnice I/38 a I/53.
Silnice II: třídy jsou II/152, II/361, II/392, II/396, II/397, II/398, II/399, II/400, II/408, II/409, II/411, II/412, II/413, II/414 a II/415.

## Železniční doprava
Okresem prochází železniční tratě : Brno – Hrušovany nad Jevišovkou-Šanov, Břeclav–Znojmo, Hrušovany nad Jevišovkou-Šanov – Hevlín, Znojmo–Okříšky, Železniční trať Znojmo–Retz. 

## Seznam obcí a jejich částí
Města jsou uvedena tučně, městyse kurzívou, části obcí malince.
Bantice •
Běhařovice (Ratišovice • Stupešice) •
Bezkov •
Bítov •
Blanné •
Blížkovice •
Bohutice •
Bojanovice •
Borotice •
Boskovštejn •
Božice •
Břežany •
Citonice •
Ctidružice •
Čejkovice •
Čermákovice •
Černín •
Damnice •
Dobelice •
Dobřínsko •
Dobšice •
Dolenice •
Dolní Dubňany •
Dyjákovice •
Dyjákovičky •
Dyje •
Džbánice •
Grešlové Mýto •
Havraníky •
Hevlín •
Hluboké Mašůvky •
Hnanice •
Hodonice •
Horní Břečkov (Čížov) •
Horní Dubňany •
Horní Dunajovice •
Horní Kounice •
Hostěradice (Chlupice • Míšovice) •
Hostim •
Hrabětice •
Hrádek •
Hrušovany nad Jevišovkou •
Chvalatice •
Chvalovice (Hatě) •
Jamolice •
Jaroslavice •
Jevišovice •
Jezeřany-Maršovice •
Jiřice u Miroslavi •
Jiřice u Moravských Budějovic •
Kadov •
Korolupy •
Kravsko •
Krhovice •
Křepice •
Křídlůvky •
Kubšice •
Kuchařovice •
Kyjovice •
Lančov •
Lechovice •
Lesná •
Lesonice •
Litobratřice •
Lubnice •
Lukov •
Mackovice •
Mašovice •
Medlice •
Mikulovice •
Milíčovice •
Miroslav (Kašenec) •
Miroslavské Knínice •
Morašice •
Moravský Krumlov (Polánka • Rakšice • Rokytná) •
Našiměřice •
Němčičky •
Nový Šaldorf-Sedlešovice (Nový Šaldorf • Sedlešovice) •
Olbramkostel •
Olbramovice •
Oleksovice •
Onšov •
Oslnovice •
Pavlice •
Petrovice •
Plaveč •
Plenkovice •
Podhradí nad Dyjí •
Podmolí •
Podmyče •
Práče •
Pravice •
Prokopov •
Prosiměřice •
Přeskače •
Rešice •
Rozkoš •
Rudlice •
Rybníky •
Skalice •
Slatina •
Slup (Oleksovičky) •
Stálky •
Starý Petřín (Jazovice • Nový Petřín) •
Stošíkovice na Louce •
Strachotice (Micmanice) •
Střelice •
Suchohrdly u Miroslavi •
Suchohrdly •
Šafov •
Šanov •
Šatov •
Štítary •
Šumná •
Tasovice •
Tavíkovice (Dobronice) •
Těšetice •
Trnové Pole •
Trstěnice •
Tulešice •
Tvořihráz •
Uherčice (Mešovice) •
Újezd •
Únanov •
Valtrovice •
Vedrovice •
Velký Karlov •
Vémyslice •
Vevčice •
Višňové •
Vítonice •
Vracovice •
Vranov nad Dyjí •
Vranovská Ves •
Vratěnín •
Vrbovec (Hnízdo) •
Výrovice •
Vysočany •
Zálesí •
Zblovice •
Znojmo (Derflice • Kasárna • Konice • Mramotice • Načeratice • Oblekovice • Popice • Přímětice) •
Želetice •
Žerotice •
Žerůtky

### Změna hranice okresu
Do 1. ledna 2007 byly v okrese Znojmo také obce:
- Branišovice – poté okres Brno-venkov
- Loděnice – poté okres Brno-venkov
- Šumice – poté okres Brno-venkov
- Troskotovice – poté okres Brno-venkov

## Řeky
- Dyje
- Daníž
- Jevičovka
- Rokytná
- Želetavka